# Голубокрылый чирок
Голубокрылый чирок, или Синекрылый чирок (лат. Spatula discors) — вид птиц из семейства утиных (Anatidae).

## Описание

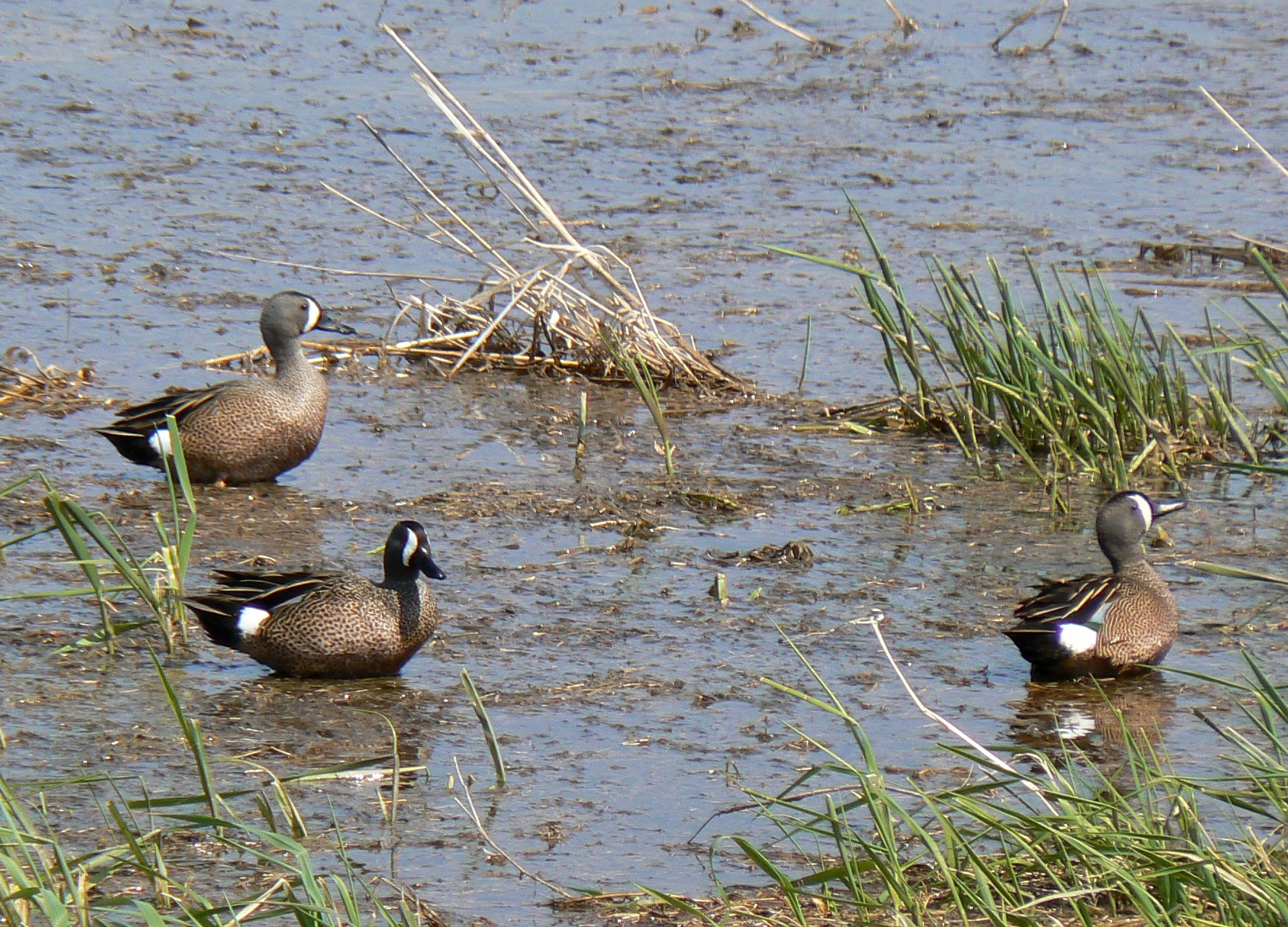
Селезни Spatula discors

Длина голубокрылого чирка — 40 см, размах крыльев — около 57 см, вес — около 400 г. У него происходит 2 линьки за год и третья линька на первом году жизни. У взрослого самца серовато-голубая голова с белым серпом на лице, светло-коричневое тело с белым пятном сзади и черный хвост. Взрослая самка пестро-коричневая с беловатой областью у основания носа. У обоих полов голубое зеркало и желтые лапы. В полете они особенно стремительно взмахивают крыльями.
Крик самцов — короткий свист, самки издают мягкое кряканье.

### Питание

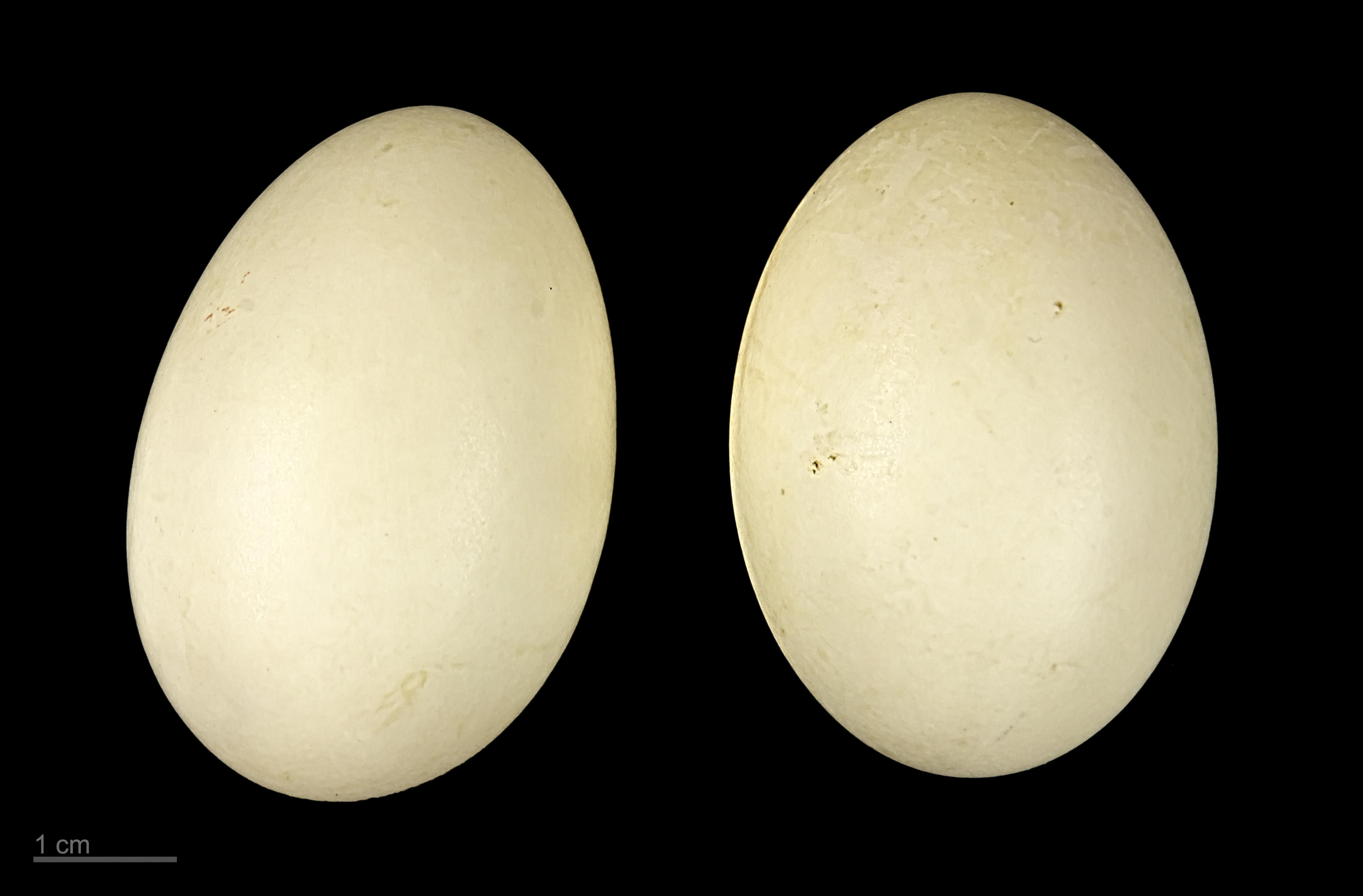
Яйцо Spatula discors — Тулузский музей

Эти птицы добывают пищу на поверхности небольших луж на краю болот или открытых водоемов. Они едят в основном растения; их рацион может включать моллюсков и водных насекомых.

### Размножение
Гнездо с небольшим углублением в почве, выстлано травой и пухом, обычно окружено растительностью.

## Распространение

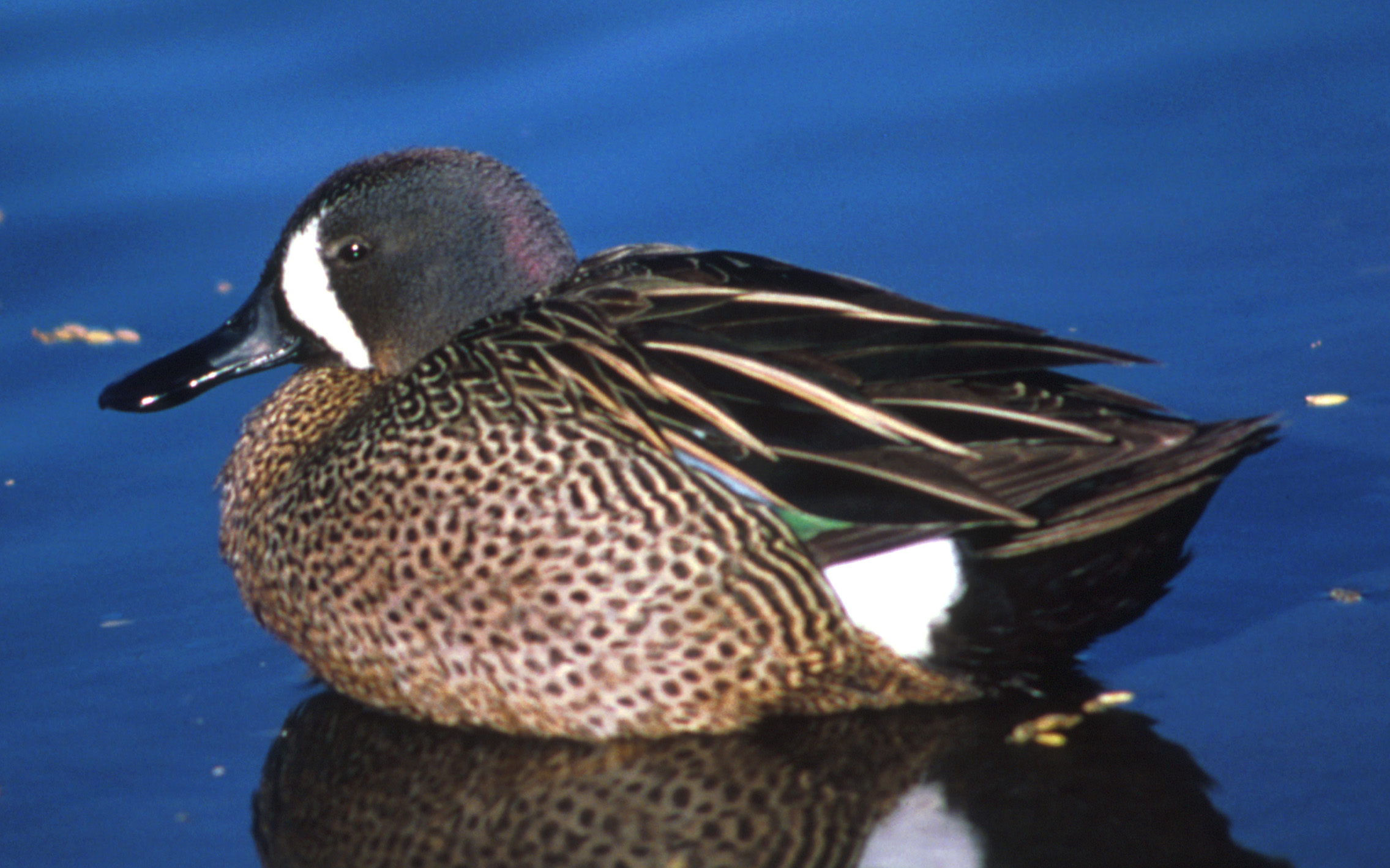
Голубокрылый чирок

Голубокрылые чирки вьют гнезда в болотах и прудах во всех северных и центральных частях Северной Америки. Они распространены по всей Северной Америке за исключением Западной и Северной Аляски, штата Юкон Канады и Северо-Восточной Канады. Изредка они встречаются в юго-западных пустынях и на западном побережье.

### Миграции
Голубокрылые чирки совершают перелёты в стаях в Центральную и Южную Америку. Некоторые птицы зимуют на побережьях Мексиканского залива и Калифорнии. Во время перелетов некоторые птицы могут пролетать большие расстояния через открытый океан. В редких случаях они перекочевывают в Европу и выделяются жёлтыми лапами на фоне других мелких уток: коричневого чирка и чирка-трескунка.

### Глобальные ссылки
- Blue-winged Teal at USGS Patuxent Bird Identification InfoCenter.
- Blue-winged Teal at Cornell Lab of Ornithology.
- Blue-winged Teal Information and Photos at South Dakota Birds and Birding.
- Blue-winged Teal Information at eNature.com.
- Massachusetts Breeding Bird Atlas.